# 쌍곡공간
쌍곡 기하학에서 쌍곡공간(雙曲空間, 영어: hyperbolic space)은 균일한 음의 곡률을 갖는 동차공간이다.

## 정의
{\displaystyle n\geq 2}가 2 이상의 정수라고 하자. n차원 쌍곡공간 {\displaystyle H^{n}}은 모든 곳에서, 모든 방향으로의 단면 곡률(영어: sectional curvature)이 −1인 {\displaystyle n}차원 연결 단일 연결 최대 대칭(영어: maximally symmetric) 리만 다양체이다.

## 성질
쌍곡공간 {\displaystyle H^{n}}은 {\displaystyle n}차원 유클리드 공간 {\displaystyle \mathbb {R} ^{n}}과 위상동형이자 미분동형이지만, 유클리드 공간과 쌍곡공간 사이에 등거리사상은 존재하지 않는다.
쌍곡공간의 리만 곡률 텐서는 다음과 같다.
{\displaystyle R_{ijkl}=-(g_{ik}g_{jl}-g_{il}g_{jk})}
여기서 {\displaystyle g_{ij}}는 쌍곡공간의 계량 텐서이다.
쌍곡공간의 등거리변환군은 정시적(영어: orthochronous) 로런츠 군 {\displaystyle \operatorname {O} ^{+}(1,n)}이다.

## 모형
{\displaystyle n}차원 쌍곡공간 {\displaystyle H^{n}}은 다양한 좌표계로 정의할 수 있다.

### 푸앵카레 반공간
n차원 열린 상반공간 {\displaystyle \mathbb {R} ^{+}\times \mathbb {R} ^{n-1}=\{(z,\mathbf {x} )|z>0,\mathbf {x} \in \mathbb {R} ^{n-1}\}}에 다음과 같은 계량 텐서를 부여하자.
{\displaystyle ds^{2}=z^{-2}(dz^{2}+\Vert d\mathbf {x} \Vert ^{2})}
이 리만 다양체는 {\displaystyle H^{n}}과 등거리사상을 가지며, 이를 푸앵카레 반공간 모형(영어: Poincaré half-space model)이라고 한다.
이 경우, 측지선은 {\displaystyle z=0} 평면에 수직인 반원들이다. 두 점 사이의 거리는 다음과 같다.
{\displaystyle \operatorname {dist} (z_{1},\mathbf {x} _{1};z_{2},\mathbf {x} _{2})=\cosh ^{-1}\left(1+{\frac {\Vert \mathbf {x} _{1}-\mathbf {x} _{2}\Vert ^{2}+(z_{1}-z_{2})^{2}}{2z_{1}z_{2}}}\right)}

### 푸앵카레 공
반지름이 1인 n차원 열린 초공 {\displaystyle B^{n}=\{\mathbf {x} \in \mathbb {R} ^{n}|\Vert \mathbf {x} \Vert <1\}}에 다음과 같은 계량 텐서를 부여하자. 여기서 {\displaystyle (r,\Omega )}는 구면좌표계이다 ({\displaystyle r\in [0,1)}, {\displaystyle \Omega \in S^{n-1}}).
{\displaystyle ds^{2}={\frac {4}{(1-r^{2})^{2}}}(dr^{2}+r^{2}d\Omega ^{2})}
이 리만 다양체는 {\displaystyle H^{n}}과 등거리사상을 가지며, 이를 푸앵카레 공 모형(영어: Poincaré ball model)이라고 한다. 이 경우, 측지선은 구면 {\displaystyle \partial B^{n}=S^{n-1}=\{\mathbf {x} \in \mathbb {R} ^{n}|\Vert \mathbf {x} \Vert =1\}}에 수직인 원호이다.

### 갠스 모형
n차원 유클리드 공간 {\displaystyle \mathbb {R} ^{n}}에, 다음과 같은 계량 텐서를 부여하자.
{\displaystyle ds^{2}={\frac {d{\tilde {r}}^{2}}{1+{\tilde {r}}^{2}}}+{\tilde {r}}^{2}d\Omega ^{2}}
여기서 {\displaystyle ({\tilde {r}},\Omega )}는 {\displaystyle \mathbb {R} ^{n}}의 구면좌표계이다.
이 리만 다양체는 {\displaystyle H^{n}}과 등거리사상을 가지며, 이를 갠스 모형(영어: Gans model)이라고 한다.
갠스 모형 {\displaystyle ({\tilde {r}},\Omega )}은 푸앵카레 공 모형 {\displaystyle (r,\Omega )}과 다음과 같이 대응한다.
{\displaystyle {\tilde {r}}=2r/(1-r^{2})}
갠스 모형은 쌍곡면 모형 {\displaystyle (t,\rho ,\Omega )}과 다음과 같이 대응한다.
{\displaystyle (t,\rho )=({\sqrt {1+r^{2}}},r)}
즉, 이는 쌍곡면 모형 {\displaystyle (t,\mathbf {x} )}을 {\displaystyle \mathbf {x} } 공간으로 그대로 사영한 것이다.

### 쌍곡면 모형
{\displaystyle n+1}차원 민코프스키 공간 {\displaystyle \mathbb {R} ^{1,n}=\{(t,\mathbf {x} )|t\in \mathbb {R} ,\mathbf {x} \in \mathbb {R} ^{n}\}}은 다음과 같은 계량을 갖는다.
{\displaystyle ds^{2}=-dt^{2}+\Vert d\mathbf {x} \Vert ^{2}}
민코프스키 공간 속의, 다음과 같은 {\displaystyle n}차원 초곡면을 생각하자.
{\displaystyle \{(t,\mathbf {x} )\in \mathbb {R} ^{1,n}|t^{2}-\Vert \mathbf {x} \Vert ^{2}=1,\;t>0\}}
이 초곡면은 민코프스키 공간으로부터 계량 텐서를 유도받으며, 이 계량 텐서는 양의 정부호임을 보일 수 있다. 따라서, 이 초곡면은 리만 다양체를 이룬다. 이 리만 다양체는 {\displaystyle H^{n}}과 등거리사상을 가지며, 이를 쌍곡면 모형(영어: hyperboloid model)이라고 한다.

### 동차공간으로서의 정의
쌍곡공간은 동차공간으로서 다음과 같이 정의할 수 있다.
{\displaystyle H^{n}\cong \operatorname {O} ^{+}(1,n)/\operatorname {O} (n)}
여기서 {\displaystyle \operatorname {O} ^{+}(1,n)}은 정시적(영어: orthochronous) 로런츠 군이며, {\displaystyle \operatorname {O} (n)}은 직교군이다.

## 같이 보기
- 쌍곡 기하학
- 반 더 시터르 공간